# Amper
Ampêr (oznaka A) je osnovna enota SI za električni tok. Poimenovana je po francoskem fiziku André-Marie Ampèru, enem prvih raziskovalcev elektrike. Električni tok merimo z ampermetrom.

## Definicija
Sistem SI definira amper tako:
En amper je določen z izražanjem numerične vrednosti osnovnega naboja 𝑒 v enoti Coulomb (𝐶), ki je enaka vrednosti 𝐴𝑠, kjer je sekunda določena z valovanjem nevzbujenega atoma cezija-133 ob absolutni ničli pri prehodu med nivojema hiperfinega razcepa osnovnega stanja.
Amperov zakon pravi, da je med dvema vzporednima prevodnikoma, po katerima teče električni tok, privlačna ali odbijajoča sila. Ta je uporabljena v definiciji ampera. Coulomb, SI enota za električni naboj, »je enak naboju, ki ga prenese električni tok 1 A v času 1 s.« Tok enega ampera je torej enak enemu coulombu naboja, ki se prenese v eni sekundi:
{\displaystyle {\rm {1\ A=1{\tfrac {C}{s}}.}}}
V splošnem je naboj Δe je določen s konstantnim tokom I, ki teče za čas Δt:
{\displaystyle \Delta e=I\Delta t.}
Električni tok se izraža v amperih (npr. »tok skozi upornik je 0,5 A«), naboj, ki preteče skozi tokokrog, pa se izraža v coulombih (npr. »naboj baterije je 30.000 C«). Razmerje med amperom (C/s) in coulombom (C) je enako kot razmerje med vatom (J/s) in džulom (J).

## Zgodovina
Amper je bil prvotno definiran kot ena desetina enote električnega toka v sistemu CGS. Ta enota, sedaj znana kot abamper, je bila definirana kot količina toka, ki ustvari silo 2 dini na centimeter dolžine dveh žic, ki sta 1 cm narazen.
»Mednarodni amper« je bil zgodnja implementacija ampera, ki je definirana kot električni tok, ki bi iz raztopine srebrovega nitrata izločil 0,001118 gramov srebra na sekundo. Pozneje so natančnejše meritve pokazale, da ta tok znaša 0,99985 A.
Trenutna definicija ampera je bila sprejeta leta 1948 na deveti generalni konferenci za uteži in mere.